# Portada/efemèride febrer 27
Restes de la Magnaura, on va tenir la seu la Universitat de Constantinoble.
« 26 de febrer · 27 de febrer · 28 de febrer »